# Sabine Collmer
Sabine Collmer (* 1962; † 2014) war eine deutsche Soziologin mit Schwerpunkt Militärsoziologie.

## Leben
Collmer studierte Soziologie, Psychologie und Ethnologie an der Ludwig-Maximilians-Universität München (Diplom-Soziologin). 1988 wurde sie in der Frauenakademie München aktiv. Ab 1992 war sie wissenschaftliche Mitarbeiterin am Sozialwissenschaftlichen Institut der Bundeswehr (SOWI) in München und später Strausberg. 1995 wurde sie bei Gerald L. Eberlein an der Fakultät für Wirtschafts- und Sozialwissenschaften der Technischen Universität München mit der Dissertation Frauen und Männer am Computer. Aspekte geschlechtsspezifischer Technikaneignung zum Dr. phil. promoviert.
Danach war sie an der Technischen Universität Berlin und dem Zentrum Technik und Gesellschaft tätig. Von 1999 bis 2005 war sie Dozentin an der Universität der Bundeswehr München. Danach war sie Professor of International Security Studies am deutsch-amerikanischen Studienzentrum George C. Marshall Europäisches Zentrum für Sicherheitsstudien. Außerdem war sie Leiterin der Forschungsabteilung des dortigen Instituts für Sicherheits- und Verteidigungspolitik.
Ab 2000 war sie Vizepräsidentin des Arbeitskreises Militär und Sozialwissenschaften (AMS). Darüber hinaus ist sie in internationalen militärsoziologischen Vereinigungen präsent. 2010 war sie Fellow am Inter-University Seminar on Armed Forces and Society (IUS) in Chicago, Illinois. Collmer war Autorin und Herausgeberin zahlreicher Bücher.

## Schriften (Auswahl)
- mit Georg-Maria Meyer: Kolonisierung oder Integration? Bundeswehr und deutsche Einheit. Eine Bestandsaufnahme. Westdeutscher Verlag, Opladen 1994, ISBN 3-531-12484-6.
- mit Paul Klein, Ekkehard Lippert, Georg-Maria Meyer: Einheit auf Befehl? Wehrpflichtige und der deutsche Einigungsprozess. Westdeutscher Verlag, Opladen 1994, ISBN 3-531-12579-6.
- Frauen und Männer am Computer. Aspekte geschlechtsspezifischer Technikaneignung. Deutscher Universitäts-Verlag, Wiesbaden 1997, ISBN 3-8244-4198-5 (Dissertation an der TU München 1995, 281 Seiten).
- mit Georg-Maria Meyer: Zum UN-Einsatz bereit? Bundeswehrsoldaten und ihr neuer Auftrag. Deutscher Universitäts-Verlag, Wiesbaden 1997, ISBN 3-8244-4261-2.
- als Herausgeberin: Krieg, Konflikt und Gesellschaft. Aktuelle interdisziplinäre Perspektiven (= Schriftenreihe Studien zur Konflikt- und Friedensforschung. Band 2). Kovač, Hamburg 2003, ISBN 3-8300-0810-4.
- mit Gerhard Kümmel (Hrsg.): Ein Job wie jeder andere? Zum Selbst- und Berufsverständnis von Soldaten (= Militär und Sozialwissenschaften. Band 39). Nomos, Baden-Baden 2005, ISBN 3-8329-1707-1.
- als Herausgeberin: From fragile state to functioning state. Pathways to democratic transformation in a comparative perspective. Lit, Berlin u. a. 2009, ISBN 978-3-8258-1803-6.